# Gymnogaster boletoides
Gymnogaster boletoides är en svampart som beskrevs av J.W. Cribb 1956. Gymnogaster boletoides ingår i släktet Gymnogaster och familjen Agaricaceae.   Inga underarter finns listade i Catalogue of Life.

## Bildgalleri

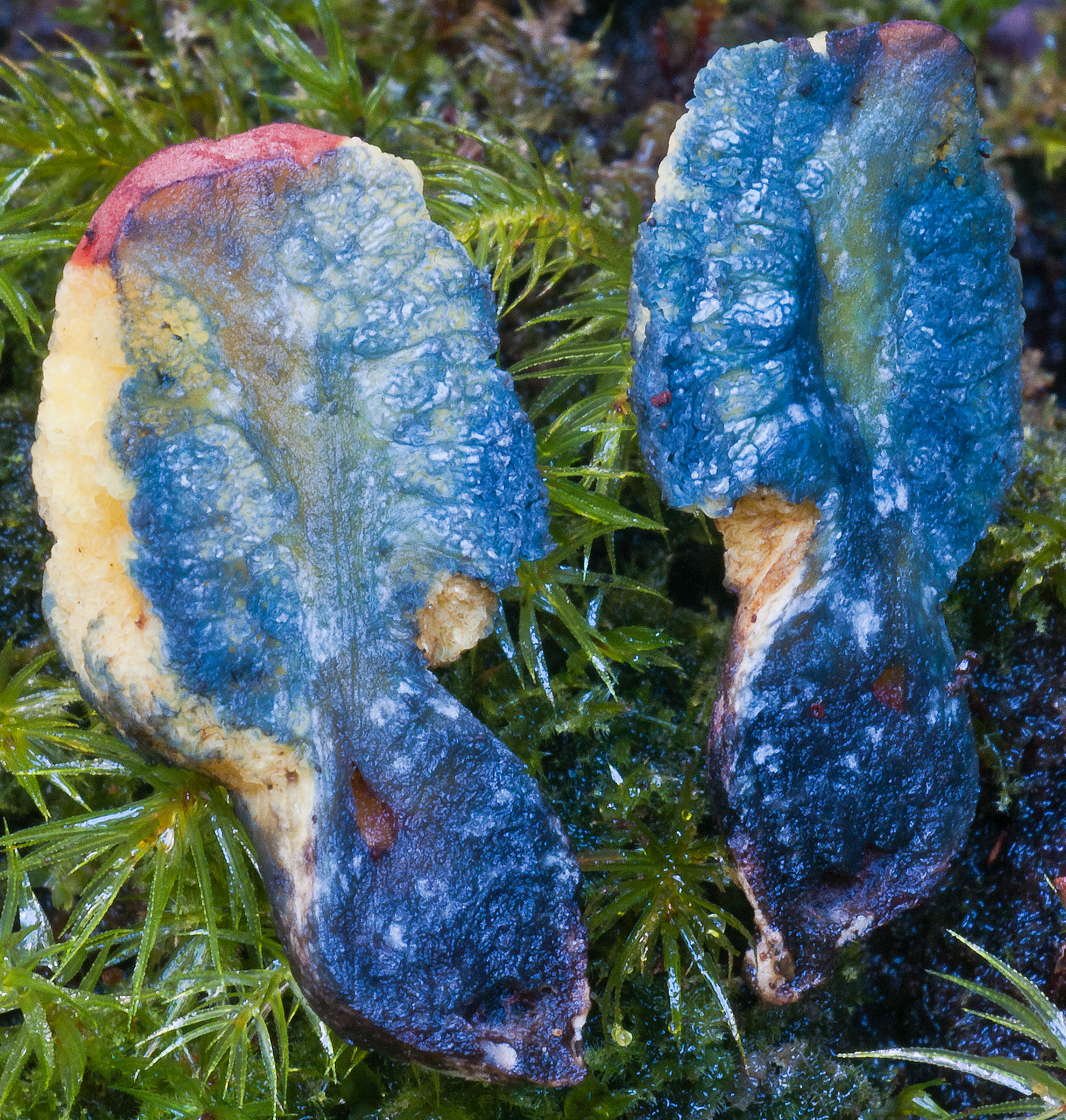
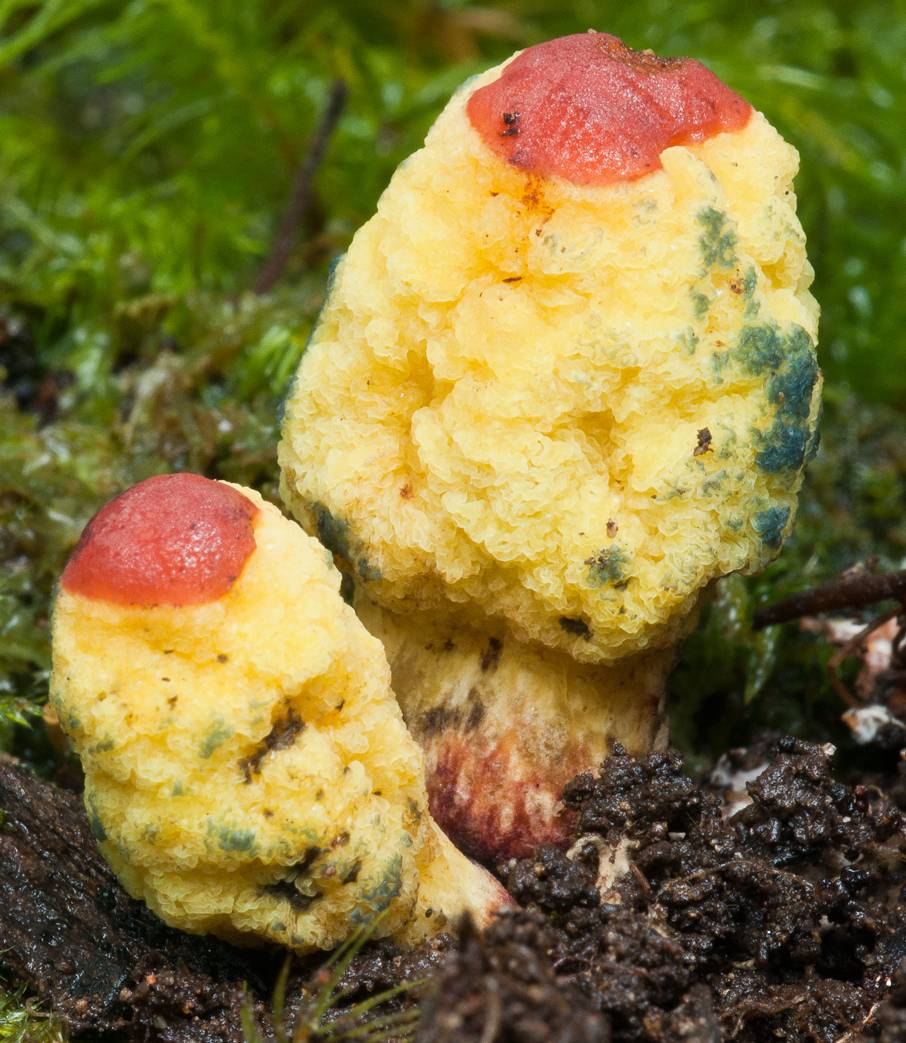